# Arqueomerícids
Els arqueomerícids (Archaeomerycidae) són una família extinta de mamífers artiodàctils. Visqueren a Àsia entre l'Eocè i l'Oligocè. Se n'han trobat restes fòssils al Japó, el Kazakhstan, Mongòlia, Myanmar i la Xina. Els seus parents vivents més propers són els tragúlids. Es diferencien de les altres famílies tradicionalment classificades a la superfamília dels traguloïdeus (actualment considerada parafilètica) per tenir un neurocrani primitiu, la part facial del crani lleugerament allargada i una fíbula completa.